# Fernando Pardo-Manuel de Villena y Egaña
Fernando Pardo-Manuel de Villena y Egaña (Madrid, 16 de abril de 1901-Orihuela, 19 de diciembre de 1977). Fue el XV marqués de Rafal, V marqués de Valdesevilla y grande de España.
Fernando era hijo de Alfonso de Pardo y Manuel de Villena y de Ignacia de Egaña y Aranzabe, el mayor de sus dos hijos varones. Su padre, que era poseedor de tres marquesados, decidió repartir los títulos entre sus hijos varones, quedando Fernando con el marquesado de Rafal y el marquesado de Valdesevilla y su hermano Ignacio con el de [Marquesado de Villa Alegre de Castilla|Villa Alegre de Castilla`]]. Era gentilhombre grande de España con ejercicio y servidumbre del rey Alfonso XIII.
Fernando fue marqués de Rafal durante 22 años, desde 1955 hasta 1977.
En el pasado, el marquesado de Valdesevilla había sido concedido por Felipe V a la Casa Sánchez de Figueroa. Varias generaciones después y debido a un enlace matrimonial, el título recayó sobre la Casa de Manuel de Villena.
Discrepancias surgidas por aquel entonces entre el conde de Vía Manuel y algunos miembros cercanos a la Corona, hicieron que el título quedara inutilizado desde entonces como tal, negándose a costear los gastos de sucesión del título. Prefirió no solicitar la Real Carta de Sucesión como muestra de desacuerdo, expirando el plazo de sucesión. Las tierras relacionadas con este feudo siguieron vinculadas a los Manuel de Villena como simples tierras de cultivo.
Cuando Fernando tomó posesión de sus bienes en 1955, solicitó que fuera expedida por el Ministerio de Justicia una real carta de rehabilitación del título de marqués de Valdesevilla, alegando y haciendo valer sus derechos históricos como descendiente de los Manuel de Villena. 
Finalmente le fue concedido y de esta forma, Fernando obtenía su segundo título de marqués.
El marqués se desposó con Pilar de Martos y Zabálburu, pero no llegaron a tener descendencia. 
Fernando, nada más obtener los títulos en 1955 y ante la falta de descendencia, nombró a su sobrino Santiago como sucesor de todos sus bienes. Santiago era hijo de su hermano Ignacio, marqués de Villa Alegre de Castilla, título en posesión de Santiago desde 1925 por cesión de su padre.
Fernando se trasladó a Orihuela, donde no vivía un marqués de Rafal desde 1835 en tiempos de la Casa de Melo de Portugal. Se instaló en el Palacio del Marqués de Rafal, donde tuvo como invitado a Juan Carlos I rey de España, que se alojó allí una noche siendo príncipe heredero del franquismo.
El 19 de diciembre de 1977 fallecía en la ciudad de Orihuela Fernando Pardo-Manuel de Villena y Egaña a los 76 años, pasando los títulos de marqués de Rafal y de Valdesevilla a su sobrino Santiago Pardo-Manuel de Villena y Berthelemy, tal y como estaba estipulado.